# Estland

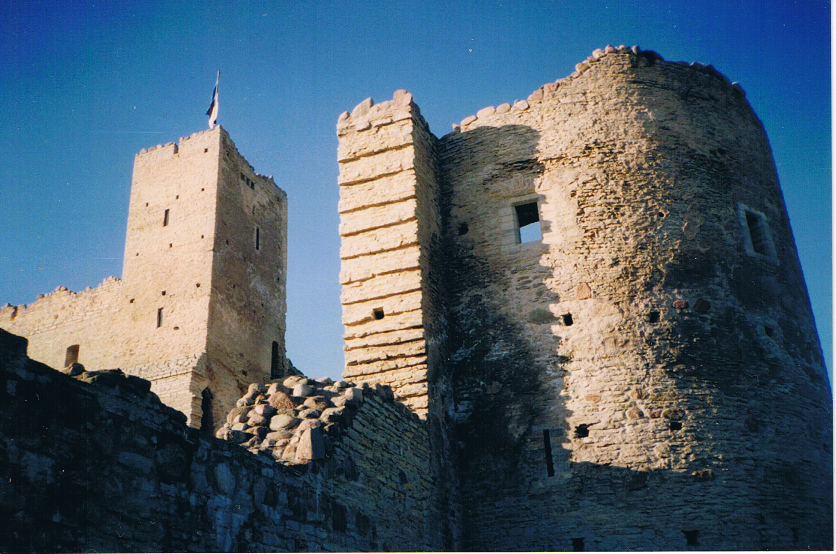
Rakvere, Noord-Estland. Oorspronkelijk Wesenberg, burcht van de Duitse Orde

Estland (Estisch: Eesti), officieel de Republiek Estland (Eesti Vabariik), is een land in Noord-Europa, dat in het westen wordt begrensd door de Oostzee, in het noorden door de Finse Golf, in het oosten door Rusland en in het zuiden door Letland. Het is het noordelijkste en kleinste van de drie Baltische landen, en het onderscheidt zich van de andere Baltische landen Letland en Litouwen door onder andere de taal, die Finoegrisch is en niet Baltisch. De hoofdstad van Estland is Tallinn. Op 1 januari 2011 werd de Estische kroon vervangen door de euro. Estland is lid van de EU en lid van de NAVO.

## Geschiedenis
Vanaf de 8e eeuw werden de Estlandse kusten bezocht door Vikingen, zowel voor plundertochten als handelsmissies. In 1202 werd Estland bezit van de Zwaardbroeders, een aan de Duitse Orde verwante geestelijke ridderschap, die de heidense bevolking met geweld kerstende (Noordelijke Kruistochten). Het zuidelijk deel bleef met het huidige Letland onder gezag van de Orde, maar het noordelijk deel kwam in 1224 onder de Deense koning, Waldemar II van Denemarken, en ging in 1346 over aan de Orde (Waldemar IV van Denemarken verkoopt het hertogdom Estland). Inmiddels waren naast de hoofdstad Reval (nu Tallinn) een tiental burchten en daarbij kleine steden gesticht, van waaruit het land militair en economisch werd beheerst. De steden behoorden tot het Verbond van de Hanze en werden bevolkt door een burgerij die oorspronkelijk afkomstig was uit het noorden van het Rooms-Duitse Rijk. Na de Reformatie ontwikkelde de ridderschap zich tot een kaste van grootgrondbezitters die negen tiende van het landoppervlak bezat. De stedelijke burgerij bleef Duits van cultuur en luthers wat haar godsdienst betreft. De culturele invloed van Rusland was sinds de 19de eeuw ook groot.
Na de invoering van de lutherse reformatie werd de 'Ordensstaat' geseculariseerd. Dit veroorzaakte een zodanige verzwakking dat in 1561 het noordelijk deel van Estland (hertogdom Estland (1561-1721)) onder de Zweedse, en het zuidelijk deel, samen met het huidige Letland, onder de Poolse koning kwam. Dat veranderde de interne verhoudingen weinig. De pogingen tot rekatholicering door Polen boekten nauwelijks resultaat. In 1621 moest het verzwakte Polen zijn deel afstaan aan Zweden en waren het huidige Estland en Letland een Zweedse provincie geworden.
Na de Grote Noordse Oorlog veroverde Rusland het gebied in 1721. De Duitstalige elite (Baltische Duitsers of ‘Deutschbalten’) bleef echter haar machtspositie behouden tot aan het einde van de 19e eeuw. Zij bestuurde de Russische provincie Estland, het noorden van het huidige Estland, als een autonome provincie, en dat was ook het geval met de provincie Lijfland, waarvan het noordelijk deel sinds 1918 ook tot het huidige Estland behoort, en het zuidelijk deel tot het huidige Letland. In deze twee provincies bekleedden de Baltische Duitsers als dienaren van de tsaar hoge functies in bestuur en leger, terwijl de Esten lijfeigenste boeren waren en in de steden de onderklasse vormden. In de laatste decennia van de 19de eeuw ontwikkelde zich langzaam een nationaal-Estische burgerij naast die van de Duitse Balten. De aanstoot daartoe werd gegeven vanuit de kring van lutherse theologen en predikanten, zelf als regel Baltische Duitsers. De Esten versterkten daarmee hun nationale bewustwording zonder die met de kerk te verbinden. Immers, voor hen was de lutherse kerk een onderdrukkend machtsinstrument in handen van de Duits-Baltische Ritterschaft, die de ontwikkeling van een Estische en lutherse kerk blokkeerde, zodat enkele tienduizenden Esten zich uiteindelijk tot de Russische orthodoxie lieten bekeren, nadat het Tsarenregime hen daarvoor rechtspositionele en materiële voordelen toezegde.
De emancipatie van de Esten en van de Estische taal kwam pas vanaf 1860 van de grond onder invloed van het moderne nationalisme. Tot 1918 werd deze emancipatie onderdrukt door de russificeringspolitiek. Na 1918 werd Estisch de nationale taal. Na 1944 bleef dat pro forma ook het geval, maar het Russisch nam in feite de rol van dominante taal over.
Estland is pas vanaf 1918 een zelfstandige staat. Het onafhankelijke Estland werd in 1940 door Sovjet-troepen en daarna in 1941 door Duitse troepen bezet. Daaraan voorafgaand werden vrijwel alle Baltische Duitsers en daarna ook nog de Zweden geëmigreerd. Talrijke Esten traden als vrijwilliger toe tot Estische eenheden van de Waffen-SS om zo aan de zijde van Duitsland, de onafhankelijkheid van hun land tegen de Sovjet-Unie te bevechten. Na verdrijving van de Duitse troepen werd Estland eind 1944 opnieuw door de Sovjet-Unie ingelijfd. Enkele honderdduizenden Esten vluchtten naar het westen en soortgelijke aantallen Esten werden in strafkampen geïnterneerd. Een groot deel van hen kwam nooit terug uit deze kampen en hun plaatsen werden ingenomen door Russen die uiteindelijk meer dan een derde deel van de bevolking gingen vormen; in de steden liep dat op tot de helft. De Sovjetrepubliek Estland herkreeg in 1991 zijn onafhankelijkheid als soevereine democratische republiek.
Estland is op 1 mei 2004 toegetreden tot de Europese Unie en werd op 9 december 2010 lid van de OESO.

## Geografie
Estland heeft in totaal 561 kilometer aan landsgrenzen. De kustlijn meet 3794 km. Er zijn drie grote rivieren: de Emajõgi, de Pärnu en de Narva. Alleen de Emajõgi en de Narva worden bevaren.
Estland is een overwegend vlak land, waarvan de noordkust op veel plaatsen steil uit zee oprijst. Het vlakke land gaat in het zuidoosten over in heuvelland. Hier ligt dan ook het hoogste punt van Estland, Suur Munamägi (Grote Eierberg, 318 m), die vergelijkbaar is met het hoogste punt van Nederland. De oostgrens met Rusland wordt grotendeels gevormd door het Peipusmeer (3555 km²) en het Meer van Pskov, en noordelijker door de rivier de Narva. Alleen in het zuiden heeft Estland geen natuurlijke grens.
Westelijk en noordelijk van Estland liggen honderden eilanden, waarvan het overgrote deel onbewoond is en waarvan sommige door de Sovjet-Unie als militair terrein zijn gebruikt. De grootste eilanden zijn Saaremaa en het dichtbeboste Hiiumaa, beide met een herkenbaar eigen karakter. Deze beide eilanden vormen eigen provincies. Kleinere bewoonde eilanden zijn Muhu, Vormsi, Vilsandi, Abruka, Kihnu en Ruhnu.

## Bestuurlijke indeling
Het land is onderverdeeld in vijftien provincies (maakond, meervoud: maakonnad); deze hebben echter geen afzonderlijk verkozen noch administratief bestuur omdat ze sinds een hervormingswet van 2017 geen bevoegdheden meer hebben. Er zijn sinds 2017 64 landgemeenten (vald) en 15 steden (linn) met bestuurlijke bevoegdheden en een verkozen bestuur.
De grootste steden in Estland zijn achtereenvolgens Tallinn (434.562 inw.), Tartu (93.865), Narva (55.249), Pärnu (39.438) en Kohtla-Järve (33.743; inwonertallen per 2019).

## Bevolking
De Esten vormen met 69,1% de meerderheid van de bevolking. Daarnaast bevindt zich er een grote Russische minderheid (23,7%) en kleinere minderheden van Oekraïners (2,1%), Wit-Russen (0,9%) en Finnen (0,6%). Ongeveer 47% van de inwoners van de hoofdstad Tallinn bestaat uit niet-Esten. In het, tijdens het Sovjet-regime geïndustrialiseerde noordoosten van het land, rondom de stad Narva, vormen Russen een zeer grote meerderheid van de bevolking. Van de Russen bezit twee derde deel overigens wel een Estisch paspoort. Daarnaast zijn er nog kleine restanten van de Estlandzweden (±300), wier voorouders zich in de 14de eeuw als vissers aan de Estische kusten vestigden, en van de Baltische Duitsers die vanaf de 13de eeuw tot aan het einde van de 19de eeuw het land domineerden. Duitse en Zweedse Balten verlieten tussen 1939 en 1945 het land. De Seto vormen een minderheid in het zuidwesten.
| Etnische herkomst | 19221     | 19221     | 19341     | 19341     | 19591     | 19591     | 19701     | 19701     | 19791     | 19791     | 19891     | 19891     | 20002     | 20002     | 20062     | 20062     | 20213     | 20213     |
| Etnische herkomst | Aantal    | %         | Aantal    | %         | Aantal    | %         | Aantal    | %         | Aantal    | %         | Aantal    | %         | Aantal    | %         | Aantal    | %         | Aantal    | %         |
| ----------------- | --------- | --------- | --------- | --------- | --------- | --------- | --------- | --------- | --------- | --------- | --------- | --------- | --------- | --------- | --------- | --------- | --------- | --------- |
| Esten             | 969.976   | 87,6      | 992.520   | 88,1      | 892.653   | 74,6      | 925.157   | 68,2      | 947.812   | 64,7      | 963.281   | 61,5      | 935.884   | 68,2      | 921.908   | 68,6      | 919.711   | 69,1      |
| Russen            | 91.109    | 8,2       | 92.656    | 8,2       | 240.227   | 20,1      | 334.620   | 24,7      | 408.778   | 27,9      | 474.834   | 30,3      | 354.660   | 25,8      | 345.168   | 25,7      | 315.252   | 23,7      |
| Oekraïners        | —         | —         | 92        | 0,0       | 15.769    | 1,3       | 28.086    | 2,1       | 36.044    | 2,5       | 48.271    | 3,1       | 29.259    | 2,1       | 28.321    | 2,1       | 27.828    | 2,1       |
| Wit-Russen        | —         | —         | —         | —         | 10.930    | 0,9       | 18.732    | 1,4       | 23.461    | 1,6       | 27.711    | 1,8       | 17.460    | 1,3       | 16.316    | 1,2       | 11.606    | 0,9       |
| Finnen            | 401       | 0,0       | 1.088     | 0,1       | 16.699    | 1,4       | 18.537    | 1,4       | 17.753    | 1,2       | 16.622    | 1,1       | 11.974    | 0,9       | 11.163    | 0,8       | 8.543     | 0,6       |
| Wolga-Tataren     | —         | —         | 166       | 0,0       | 1.534     | 0,1       | 2.204     | 0,2       | 3.195     | 0,2       | 4.058     | 0,3       | 2.610     | 0,2       | 2.500     | 0,2       | 1.938     | 0,1       |
| Letten            | 1.966     | 0,2       | 5.435     | 0,5       | 2.888     | 0,2       | 3.286     | 0,2       | 3.963     | 0,3       | 3.135     | 0,2       | 2.345     | 0,2       | 2.230     | 0,2       | 3.827     | 0,3       |
| Polen             | 969       | 0,1       | 1.608     | 0,1       | 2.256     | 0,2       | 2.651     | 0,2       | 2.897     | 0,2       | 3.008     | 0,2       | 2.212     | 0,2       | 2.097     | 0,2       | 1.845     | 0,1       |
| Joden             | 4.566     | 0,4       | 4.434     | 0,4       | 5.433     | 0,5       | 5.282     | 0,4       | 4.954     | 0,3       | 4.613     | 0,3       | 2.178     | 0,2       | 1.939     | 0,1       | 1.852     | 0,1       |
| Litouwers         | 436       | 0,0       | 253       | 0,0       | 1.616     | 0,1       | 2.356     | 0,2       | 2.379     | 0,2       | 2.568     | 0,2       | 2.131     | 0,2       | 2.097     | 0,2       | 2.097     | 0,2       |
| Duitsers          | 18.319    | 1,7       | 16.346    | 1,5       | 670       | 0,1       | 7.850     | 0,6       | 3.944     | 0,3       | 3.466     | 0,2       | 1.878     | 0,1       | 1.895     | 0,1       | 2.701     | 0,2       |
| Zweden            | 7.850     | 0,7       | 7.641     | 0,7       | —         | —         | 435       | 0,0       | 254       | 0,0       | 297       | 0,0       | 300       | 0,0       | —         | —         | —         | —         |
| Andere            | 11.467    | 1,0       | 4.266     | 0,4       | 6.116     | 0,5       | 6.883     | 0,5       | 9.042     | 0,6       | 13.798    | 0,9       | 9.480     | 0,7       | 9.068     | 0,7       | 34.624    | 2,6       |
| Totaal            | 1.107.059 | 1.107.059 | 1.126.413 | 1.126.413 | 1.196.791 | 1.196.791 | 1.356.079 | 1.356.079 | 1.464.476 | 1.464.476 | 1.565.662 | 1.565.662 | 1.372.071 | 1.372.071 | 1.344.684 | 1.344.684 | 1.331.824 | 1.331.824 |

### Russisch sprekende minderheid
Net als in Letland bevindt zich in Estland, grotendeels ten gevolge van een vanuit Moskou gestimuleerde immigratie ten tijde van de Sovjet-Unie, een omvangrijke Russischtalige minderheid. Deze kwam vrijwillig naar het gebied vanwege de iets hogere lonen en omdat er meer te koop was dan in de rest van de Sovjet-Unie. Ook hadden ze veel privileges. De Estische taal werd ten tijde van de Sovjet-Unie sterk ontmoedigd; iedereen werd geacht Russisch te spreken, waardoor Estische inwoners zich tweederangs burgers voelden. Tussen 1959 en 1989 steeg het percentage Russen van 22% naar 35%. De Russisch sprekende minderheid is geconcentreerd in de hoofdstad Tallinn (34% van de bevolking van 438.000 inwoners) en in enkele industriesteden in Noordoost-Estland, waarvan Narva en Kohtla-Järve de belangrijkste zijn. In deze steden is 87, resp. 74% van de bevolking Russischsprekend. In de tweede stad van het land, Tartu (bevolking tot voor kort 114.000, nu iets meer dan 95.000), woont maar een kleine Russischsprekende minderheid (13%). Veel Russen bleven vanwege de betere sociale voorzieningen in Estland.
Volgens het Estische Ministerie van Bevolkingszaken waren in december 2005 136.533 inwoners (ongeveer 10%) van Estland geen Estisch staatsburger, en zij vormen een derde deel van de Russischtalige minderheid. Een van de belangrijkste voorwaarden voor het verkrijgen van de Estische nationaliteit is de Estische taal te spreken of een taalexamen af te leggen. De Russische minderheid en kleinere minderheden van Wit-Russen, Oekraïners en Finnen, worden dus geacht de Estische taal te leren. Voor het verkrijgen van een beroep in Estland is de Estische taal vereist in verschillende gradiënten; voor sommige beroepen, zoals arts, is veel Estische taalkennis vereist, voor andere beroepen als productiewerk is een beperkte Estische woordenschat voldoende. Veel fabrieken waar de Russen werkten zijn echter failliet gegaan en er heerst daardoor hoge werkloosheid onder deze bevolkingsgroep. In Litouwen is destijds gekozen voor het naturaliseren van alle in het land woonachtige Russen, maar daar ging het slechts om 6% van de bevolking.
Dit heeft tot spanningen tussen de Estischtalige en de Russischtalige bevolking en tussen de Estische en de Russische regering geleid. Ondanks de traditionele tolerantie van de Estische bevolking braken in april 2007 rellen uit tussen een deel van de Russische bevolking en de Estische politie na de verplaatsing van een bronzen beeld, symbool voor de Russische bevolking in Estland, maar voor de Esten ook een symbool van de Sovjetbezetting. Dit beeld is verplaatst van een plein bij de Nationale Bibliotheek van Estland naar de oorlogsbegraafplaats in de wijk Juhkentali. Hier liggen veel soldaten van het Rode Leger begraven.
Tijdens het Sovjetbewind hebben de meeste in Estland wonende Russen nooit de noodzaak gevoeld om de Estische taal te leren en zij vinden het onredelijk dat ze nu alsnog hiertoe gedwongen worden als ze de Estische nationaliteit willen verwerven. Russisch en Estisch zijn geen verwante talen en het Estisch heeft de naam een moeilijke taal te zijn. Terugkeer naar Rusland willen veel Russen niet aangezien Rusland ze vanwege de hoge werkloosheid en het migrantenprobleem niet met open armen ontvangt. Daarnaast telt mee dat men zich veiliger voelt in Estland en de werkloosheidsuitkeringen en pensioenen er vele malen hoger liggen. Veel Russen die in Estland zijn geboren tijdens de Sovjetperiode hebben bovendien vaak weinig familiebanden meer met Rusland en zijn daarom ook veel minder snel geneigd om naar Rusland te gaan. Ten slotte geldt dat Russen die geen Estisch staatsburgerschap hebben in principe stateloos zijn en daardoor het land niet uit kunnen, tenzij ze een Russisch paspoort bezitten.
Daarnaast spelen ook onverschilligheid en culturele of politieke motieven een rol. Veel in Estland wonende Russen vinden, als sprekers van een wereldtaal, het Estisch een onbelangrijke taal. Zij zijn het vaak niet eens met de officiële Estische lezing dat het land tussen 1940 en 1990 door de Sovjet-Unie bezet was en menen dat het er als autonome Sovjetrepubliek vrijwillig deel van uitmaakte. Dit was de officiële en verplichte lezing tijdens de Sovjet-Unie en veel Russen hechten hier nog waarde aan. De Russische bevolking in Estland heeft zichzelf door deze opstelling na 1990 in de positie gebracht van 'vijfde colonne' en wantrouwen opgeroepen, vooral bij Esten die een anti-Russische houding hebben en de Russen als voormalige bezetters beschouwen die zij liever naar Rusland zien terugkeren. De na de instorting van de Sovjet-Unie geboren kinderen van Russische immigranten hebben minder met deze problematiek te maken, omdat ze het Estisch op school moesten leren spreken. De OVSE-commissaris voor Nationale Minderheden heeft verder de Estische regering overtuigd van de noodzaak van een aantal maatregelen, waaronder het recht dat kinderen van Russische ouders die na 1991 zijn geboren automatisch het Estische staatsburgerschap krijgen.

### Aids
Uit geschatte cijfers van de Wereldgezondheidsorganisatie (WHO) blijkt dat 1,3 procent van de Esten tussen 15 en 49 jaar met het virus is besmet dat aids kan veroorzaken, wat het na Oekraïne het meest besmette land van Europa maakt. Zeker meer dan 5.000 Esten zijn besmet, maar het aantal nieuwe besmettingen neemt geleidelijk aan wel iets af; van 899 in 2002 tot 621 in 2005. Vermoedelijk zijn lang niet alle HIV-dragers als zodanig geregistreerd. Estland telt 1.228.624 (2020) inwoners.
De meerderheid van de dragers zijn in Narva geconcentreerd waar sinds de kolonisatiepolitiek van 1946 de meerderheid van de bevolking van Russische afkomst is. Gelegen naast de grens met Rusland spelen hier ook andere problemen zoals drugsverslaving en grootschalige prostitutie een rol.

### Religie
Het grootste deel van de Estische bevolking is tegenwoordig onkerkelijk, mede als gevolg van het politieke atheïsme van het tijdperk onder de Sovjet-Unie.
Het lutheraanse protestantisme is vanouds de godsdienst van de Esten geweest, nadat de Reformatie rond 1525 als staatsgodsdienst werd ingevoerd in de omringende staten, met name het hertogdom Pruisen en de Scandinavische landen. De Lutherse kerk was in handen van de Duitstalige bovenlaag van grootgrondbezitters en stedelingen en, hoewel zij de Esten vanaf het begin in hun eigen taal tegemoet trad, behandelde zij hen als onmondig. Het ontwakende nationalisme bracht daarom aan het einde van de 19de eeuw veel Esten ertoe zich van de kerk, die zij als machtsinstrument van de 'Duitse Balten' beschouwden, af te wenden. Tegelijk probeerde de Russisch-orthodoxe kerk met staatssteun de Esten te bekeren. De voorrechten die daarbij in het vooruitzicht werden gesteld brachten vele tienduizenden Esten ertoe orthodox te worden, een keuze die zij pas na het uitroepen van de onafhankelijkheid weer ongedaan maakten, omdat het onder Russisch gezag verboden was zich uit de Russische staatskerk uit te schrijven. De Evangelisch-Lutherse Kerk van Estland werd tussen 1920 en 1940 een nationale kerk, maar na de annexatie door de Sovjet-Unie gemarginaliseerd. Sinds 1992 heeft zij opnieuw de status van officiële kerk gekregen. De opening van het parlement van Estland wordt voorafgegaan door kerkdiensten en de landsbisschop van de Lutherse kerk is een centrale persoonlijkheid in het Estische religieuze leven en de theologische faculteiten in Tallinn en Tartu. Tegenwoordig is nog slechts 30 % van de bevolking geregistreerd als behorend tot een christelijk kerkgenootschap. Daarvan zijn:
- 13,6 % evangelisch-luthers
- 12,8 % Russisch-orthodox
- 0,5 % baptisten
- 0,5 % Rooms-katholiek

De Raad van Christelijke Kerken in Estland omvat de tien belangrijkste kerkgenootschappen van het land.
Een bijzondere minderheid vormen de 5000 orthodox-Russische oudgelovigen, die het gezag van de Russische staatskerk niet konden aanvaarden en in de 18e eeuw daarvoor streng vervolgd werden. Zij trokken vanuit Rusland naar Oost-Pruisen en naar de Baltische staten, toen deze nog niet onder Russisch gezag stonden. Aan de Estische oevers van het Peipusmeer liggen enkele oudgelovige dorpen.
Ongeveer 4186 personen zijn lid van de Jehova's getuigen. Nog slechts 0,1 % van de Estische bevolking is lid van een joodse gemeente. Tevens bestaan er kleinere islamitische gemeenschappen van minderheden uit de voormalige Sovjet-Unie.

## Economie
In de jaren 90 heeft Estland vergaande economische liberaliseringen doorgevoerd, zo is er in 1994 een vlaktaks ingevoerd. In 2004 groeide het bruto binnenlands product met 6,2%. Estland stond in 2007 op de twaalfde plek op de ranglijst van economische vrijheid van de conservatieve Heritage Foundation. Daarnaast stond Estland in 2014 op plek 12 van de 27 meest concurrerende economieën van de Europese Unie, achter Ierland en voor Spanje en Portugal.
In mei 2010 besliste de Europese Commissie dat Estland op 1 januari 2011 de euro mocht invoeren. Estland had op dat moment een begrotingstekort van 1,7 % van het bruto binnenlands product, wat beter was dan elk ander lid van de eurozone, en een schuldgraad van 7,5 %, wat ongeveer een tiende van het gemiddelde voor de eurozone bedroeg. Estlands toetreding tot de eurozone kwam net tijdens de Griekse crisis en kwam volgens heel wat analisten daardoor op een slecht moment.

## Cultuur

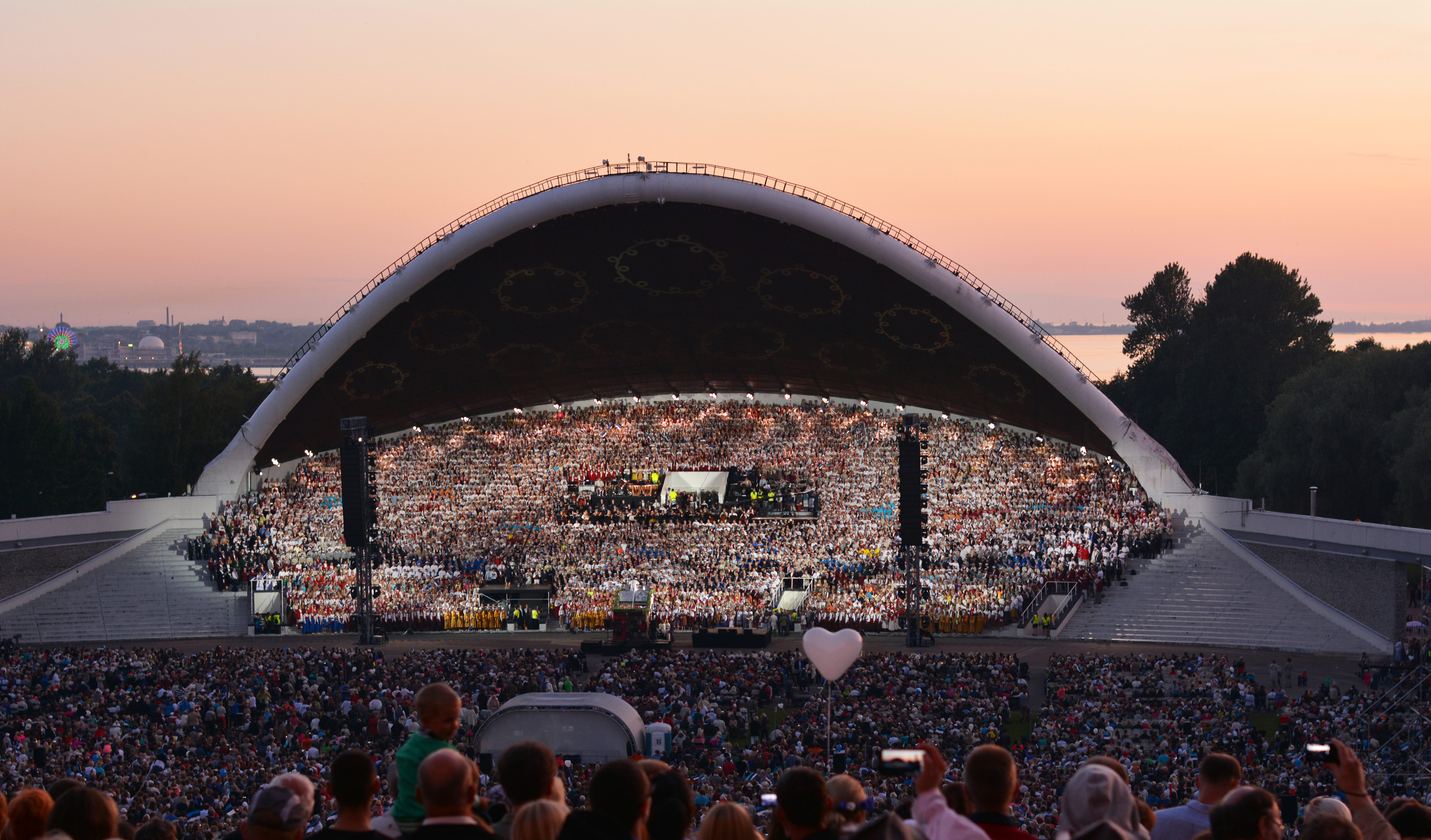
Het Estisch Zangfeest

### Muziek
In Estland worden enkele festivals jaarlijks gehouden. Sinds 2015 vindt het Weekend Festival plaats in Pärnu. Bekende dance-artiesten als Avicii, Lost Frequencies en Martin Garrix speelden er al meermaals. Ook is er het Estisch Zangfeest, waar amateurkoren uit heel Estland optreden. Bij het laatste festival in 2014 zakten zowat 100.000 mensen af naar de hoofdstad om het spektakel bij te wonen.
Estland won het Eurovisiesongfestival in 2001 met Tanel Padar en Dave Benton met het nummer Everybody. Het jaar daarna trok het bekende festival naar de Saku Suurhall, de grootste concertzaal van het land.
De bekendste componist uit Estland is Arvo Pärt, geboren in 1935.

### Feestdagen
De nationale feestdag is de Onafhankelijkheidsdag van Estland, en is op 24 februari. Er zijn 12 feestdagen in Estland die redelijk goed te vergelijken zijn met de westerse feestdagen.

### Sport
Estland kent enkele belangrijke sporters in de autosport, fietssport en het langlaufen. Jaan Kirsipuu was een zeer succesvol professioneel wielrenner. Hij heeft 115 profzeges op zijn naam staan en droeg de gele trui in de Ronde van Frankrijk. Tanel Kangert is profwielrenner op het hoogste niveau, anno 2020 in de Amerikaanse ploeg EF Pro Cycling. Kaia Kanepi is een belangrijke tennisspeelster, die al professioneel speelt sinds 2000. Ze stond lange tijd in de top 20 van beste speelsters en bereikte de kwartfinales van Roland Garros, Wimbledon en het US Open. Ook Anett Kontaveit is een bekende tennisster uit Estland die op het hoogste niveau actief is. Ze heeft zes WTA-titels gewonnen en bereikte in juni 2022 de tweede positie op de wereldranglijst.

## Digitale maatschappij
Computers en het internet zijn een onderdeel van de nationale identiteit van Estland geworden. Tot augustus 1991 maakte Estland deel uit van de Sovjet-Unie. Na de val van de Sovjet-Unie en het onafhankelijk worden van het land, wilde Estland het meest vooruitstrevende technologische land van de wereld worden.
In 2007 was Estland het eerste land dat door een cyberaanval getroffen werd. Daarna is er e-cyberafdeling van het leger opgericht, bemand door betrokken burgers en bedoeld om hackers buiten de deur te houden.
Estland loopt voorop bij digitale vernieuwingen. Zo kunnen de Esten al sinds 2005 via het internet hun stem uitbrengen bij de verkiezingen. Ook zijn er veel technologiebedrijven opgericht, bijvoorbeeld Skype.
De digitalisering van Estland heeft als doel om het contact tussen de overheid en de burgers, en de overheden onderling te verbeteren en de bureaucratie te verminderen. De technische oplossingen dienen ook als exportartikel.
Estland kent vele digitale toepassingen die het leven van de burger gemakkelijker kunnen maken, zoals stemmen via het internet, vanaf elke computer, waar ook ter wereld. Het belastingformulier kan digitaal worden ingevuld; eventuele teruggaaf is binnen 48 uur geregeld. Alle wetgeving in Estland, vanaf 2003, is vanaf de computer te raadplegen. Een papieren recept voor de apotheek is ook niet meer nodig. Al meer dan 85% van de scholen in Estland maakt gebruik van de elektronische school. Daarmee wordt 95% van alle scholieren bereikt.
Veilige, geauthenticeerde identiteit is het geboorterecht van iedere Est: voordat een pasgeboren baby thuiskomt, heeft het ziekenhuis al een digitaal geboortebewijs afgegeven en is zijn of haar ziektekostenverzekering al ingegaan.
Door nieuwe regelgeving is het voor buitenlanders mogelijk om een Estische elektronische identiteitskaart aan te vragen. In 2025 zouden 10 miljoen mensen, wereldwijd, over een digitale identiteitskaart kunnen beschikken. Daarmee zou het aantal Esten verachtvoudigen. De digitale Esten hebben niet dezelfde rechten als inwoners van het land. Hun wettelijke positie is vergelijkbaar met die van buitenlanders die wonen in de Baltische staat.
Half 2021 zou een initiatief voor de European Digital Identification voorgesteld moeten worden door de Europese Commissie. Dat initiatief moedigt de lidstaten aan "to make widely usable, secure and interoperable digital identities available for all Europeans for secure government and private online transactions".
Finland en andere EU-staten zijn van plan om delen van het Estische it-systeem over te nemen.

## Politiek en bestuur

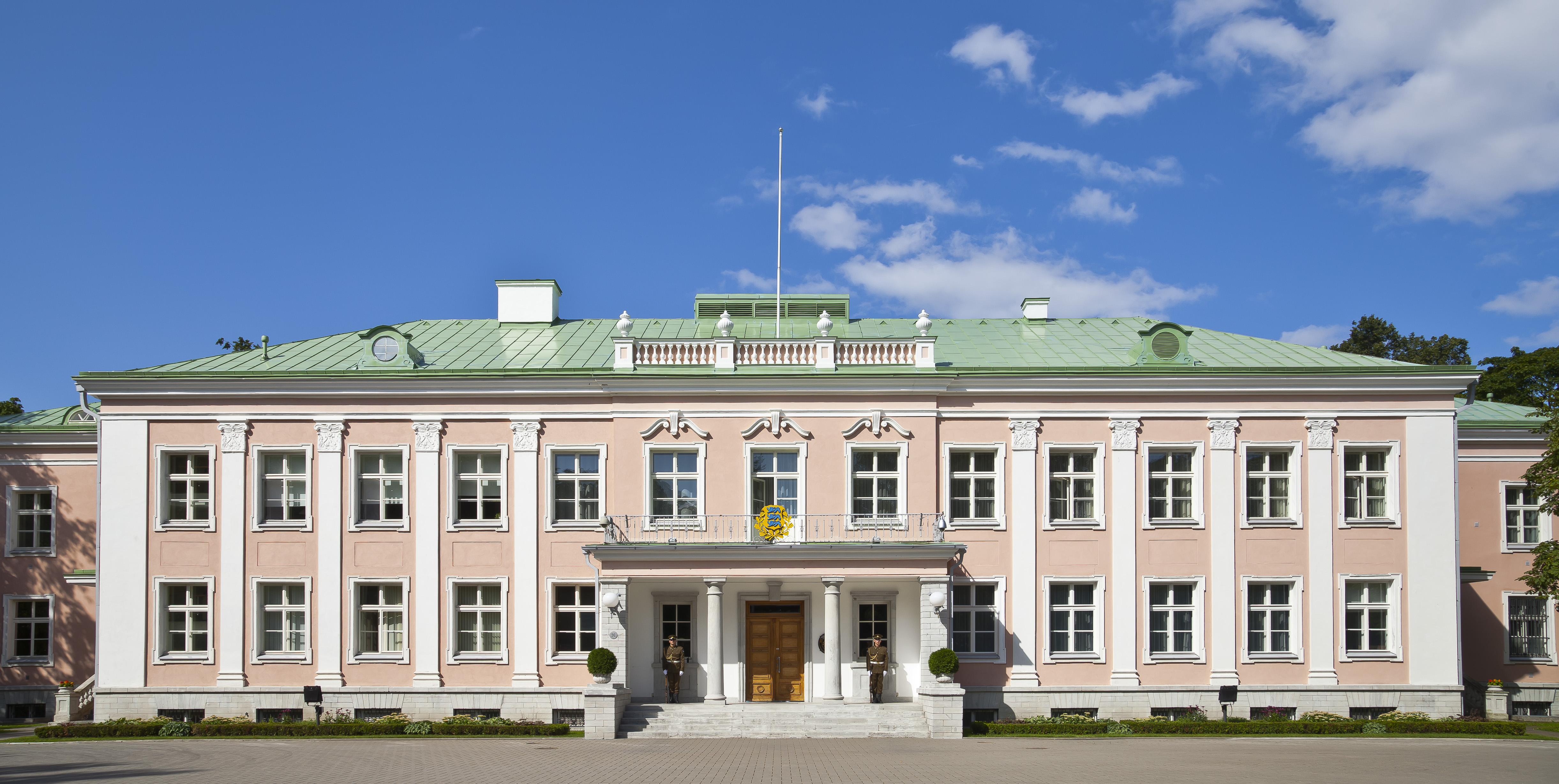
Het presidentieel paleis van Kadriorg in Tallinn

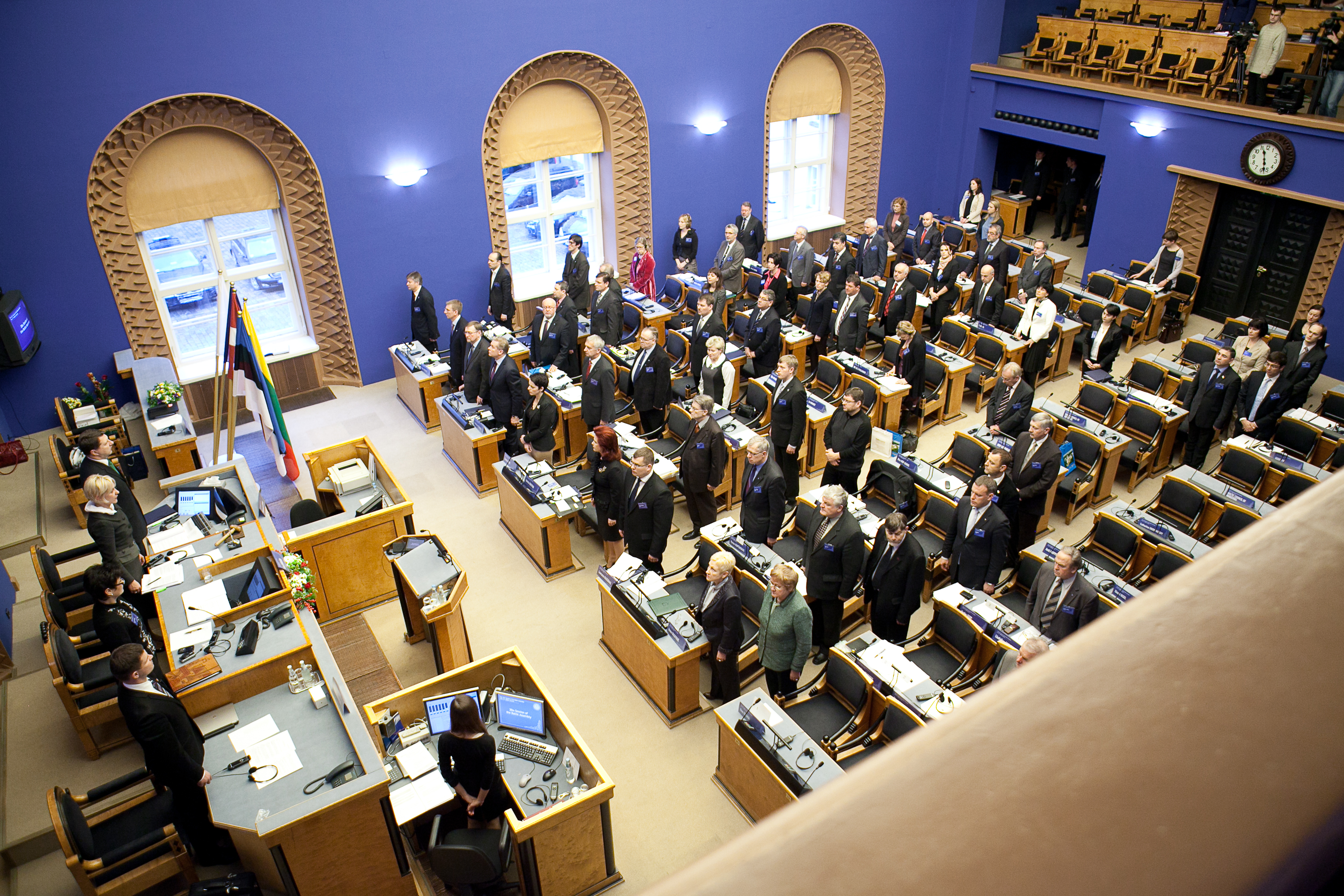
De vergaderzaal van de Riigikogu (het parlement)

De republiek Estland is een parlementaire democratie met een president als staatshoofd, die echter relatief weinig bevoegdheden heeft. De president wordt elke vijf jaar gekozen door het Estische parlement, de Riigikogu genoemd. De Riigikogu bestaat uit één kamer die 101 leden telt. Deze worden elke vier jaar gekozen via algemene verkiezingen. Er geldt een kiesdrempel van 5%.
De uitvoerende macht ligt bij de ministerraad, die voorgezeten wordt door de minister-president, die door de president van de republiek wordt benoemd. De huidige president van Estland is Alar Karis (sinds oktober 2021) en de huidige premier is Kristen Michal (sinds juli 2024).
Estland is het eerste land ter wereld waar men via internet op het parlement kon stemmen. Eerder kon men al online stemmen tijdens de gemeenteraadsverkiezingen.

## Vervoer

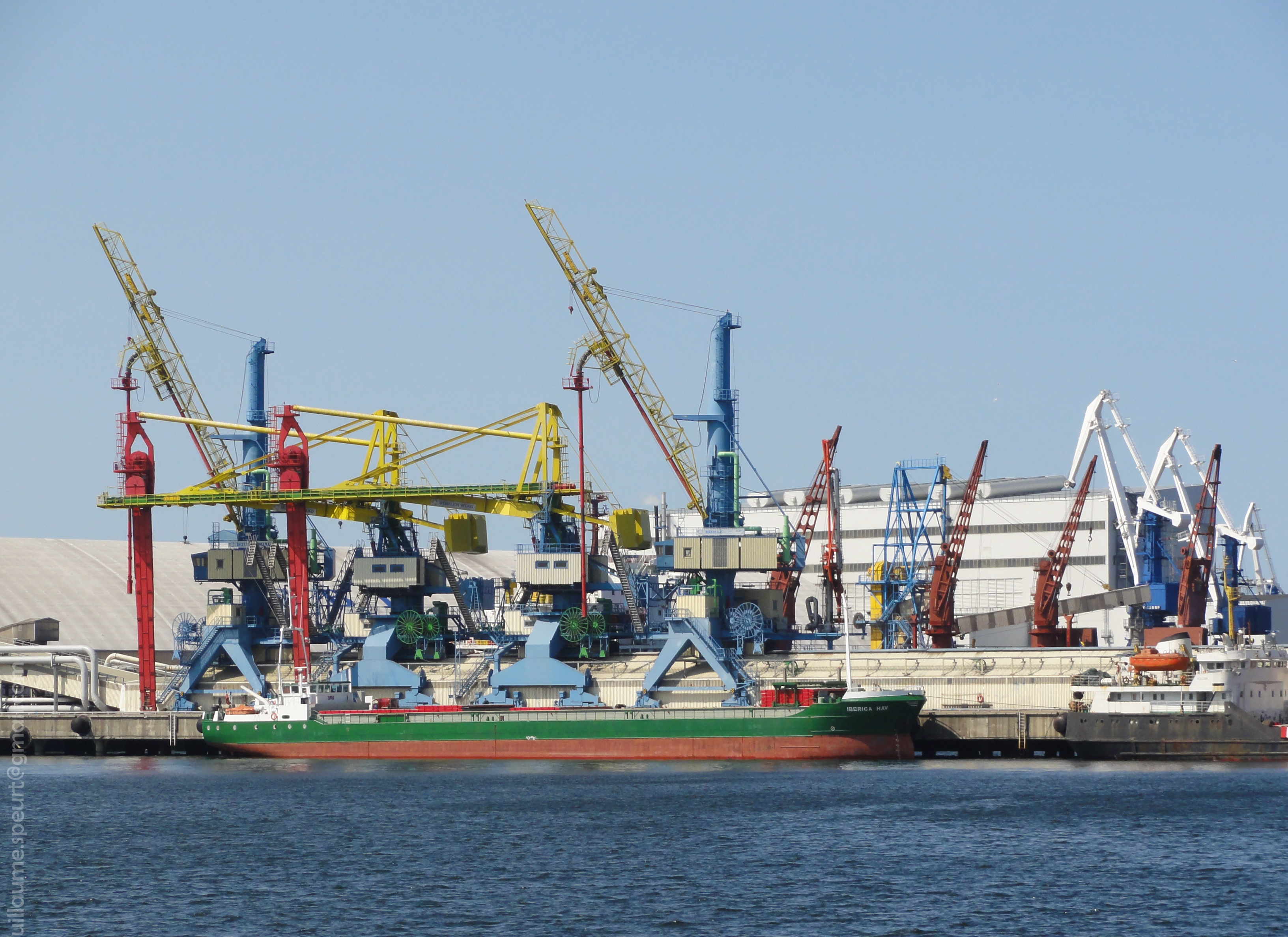
De haven van Muuga

De lengte van het gesloten wegennet van Estland was in 2000 30.300 km, waarvan 1601 km hoofdweg en 2618 km secundaire wegen. De totale lengte van het spoorwegennet bedroeg 968 km, waarvan slechts 132 km geëlektrificeerd was. Er wordt momenteel aan de Rail Baltica-lijn gewerkt, die Tallinn met Riga en Warschau gaat verbinden in 2026.
Estland is gunstig gelegen aan de Oostzee, wat met zich meebrengt dat de havens van Tallinn en Muuga beter in staat zijn schepen te ontvangen dan verder weg gelegen concurrenten zoals Sint-Petersburg. De Estische transportsector zou misschien zelfs gezien kunnen worden als de sector waar in de toekomst de grootste mogelijkheden in liggen.

## Milieu
Estland is naar West-Europese maatstaven een schoon land met een hoge biodiversiteit. Vossen komen zeer algemeen voor. Het land heeft echter te maken met de nasleep van de Sovjetoverheersing. Zo was er bijvoorbeeld in de havenstad Paldiski een Russisch trainingscentrum voor kernonderzeeërs. In 1994 is de basis gesloten en de nucleaire installatie ontmanteld.
De energiesector is de grootste luchtvervuiler in Estland, en dan met name in de provincie Ida-Virumaa. Deze vervuiling hangt nauw samen met de aanwezigheid van schalieolie in het gebied. Estland heeft een lage CO2-uitstoot als land, maar een hoge uitstoot per inwoner. Sinds het einde van de Russische overheersing is de hoeveelheid vervuiling afgenomen, vooral door de introductie van filters, waterzuiveringsinstallaties en de sluiting van oude industrie.
De toename van het aantal wegen heeft geleid tot een grotere fragmentatie van de aanwezige natuur. Ook neemt de ontbossing sinds 1992 sterk toe. De toegenomen welvaart en de daarmee samenhangende consumptie heeft tot een stijging van de hoeveelheid huishoudelijk afval geleid. Tussen 1993 en 1997 is deze zelfs met 40% toegenomen. Sinds 1997 is er echter sprake van een daling van 5%.